# OneFootball

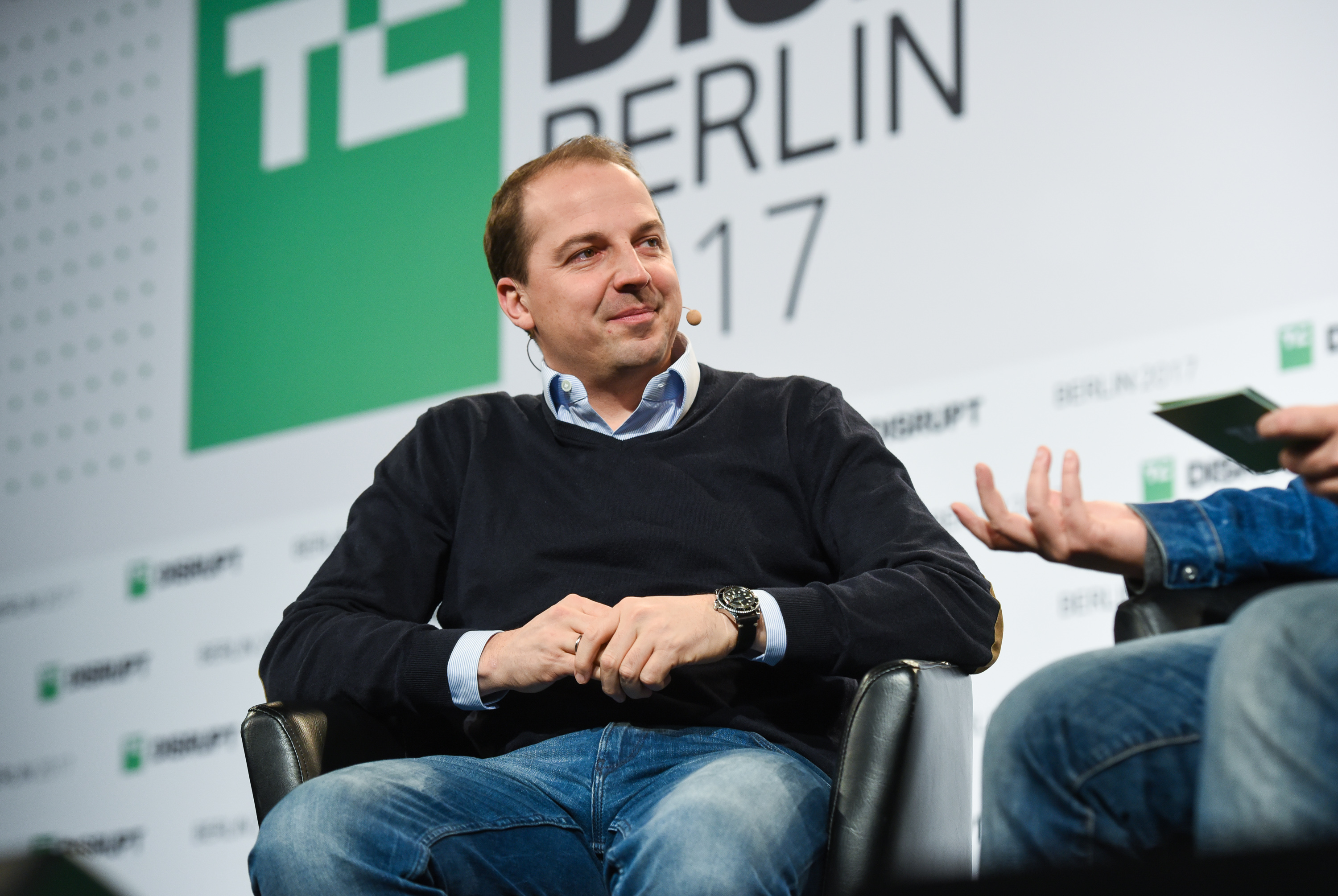
El CEO y fundador de OneFootball Lucas von Cranach en TechCrunch Disrupt Berlín en 2017.

OneFootball es una empresa alemana de medios de comunicación de fútbol con sede en Berlín. La aplicación OneFootball presenta resultados en vivo, estadísticas y noticias de 200 ligas en 12 idiomas diferentes cubiertos por una sala de redacción ubicada en Berlín. En 2019, OneFootball se asoció con Eleven Sports para tener los derechos de transmisión directamente en la aplicación La Liga en el Reino Unido y con Sky para transmitir los partidos de 2. Bundesliga y DFB-Pokal en Alemania.
Además, transmite para Brasil la Bundesliga y la Supercopa de Alemania.

## Historia
La empresa fue fundada con el nombre de Motain por Lucas von Cranach en Bochum en 2008. En 2009, Von Cranach lanzó iLiga (THE football app). Tras el traslado a la nueva sede de Berlín, Motain y sus productos (iLiga y THE football app) se fusionaron bajo el nombre de OneFootball. El 7 de septiembre de 2016, OneFootball apareció en el discurso de apertura de Apple en San Francisco para el lanzamiento de watchOS 3.  El equipo de gestión, que incluía a Silke Kuisle como directora financiera, se amplió en 2018 con la llegada del exdirector ejecutivo de Puma, Franz Koch, como nuevo director de operaciones y el ex director general de SPORT1MEDIA, Patrick Fisher como nuevo director ejecutivo .

## Acusaciones de estafa NFT
La decisión de poner fin al proyecto AERA en junio de 2023 relacionado con OneFootball ha suscitado muchas reacciones negativas en las redes sociales, especialmente en relación con las acusaciones de estafa en las que están implicadas las NFT. Algunos seguidores de la plataforma expresaron su descontento acusando abiertamente a OneFootball de estar implicado en una estafa. Ledger Insight informa de que 50.000 titulares de NFT poseían los 250.000 coleccionables, valorados en packs que cuestan entre 9 y 199 dólares, dependiendo de su rareza. Según otra fuente, el director ejecutivo Lucas Von Cranach explicó hace un año: "Estamos creando una experiencia accesible para los aficionados de la Serie A -al ser una verdadera plataforma-, pueden poseer momentos de vídeo digital a través de nosotros y llevarlos donde quieran -o a ninguna parte-, son suyos, a perpetuidad. Como miembros de la comunidad, los aficionados disfrutarán de aún más ventajas a medida que ampliemos nuestra oferta Web3 y lancemos otros productos". La expansión prometida no duró, ya que la plataforma lleva cerrada desde junio de 2023.

## Derechos de transmisión
| Competición                   | País              | Territorio disponible |
| ----------------------------- | ----------------- | --- |
| Bundesliga                    | Alemania          | Derechos en Brasil |
| 2. Bundesliga                 | Alemania          | Derechos en Brasil |
| DFL-Supercup                  | Alemania          | Derechos en Brasil |
| Primeira Liga                 | Portugal          | Derechos en Italia |
| Belgian Pro League            | Bélgica           | Derechos PPV en mercados selectos fuera de Bélgica y Luxemburgo |
| Scottish Premiership          | Escocia           | Derechos en mercados selectos fuera de Reino Unido |
| Danish Superliga              | Dinamarca         | Derechos fuera de Dinamarca |
| Úrvalsdeild Karla             | Islandia          | Derechos fuera de Islandia |
| Liga Premier de Kazajistán    | Kazajistán        | Derechos fuera de Kazajistán |
| Latvian Higher League         | Letonia           | Derechos fuera de los países bálticos |
| NIFL Premiership              | Irlanda del Norte | Derechos fuera de Reino Unido |
| Eliteserien                   | Noruega           | Derechos fuera de Noruega |
| Ekstraklasa                   | Polonia           | Derechos en mercados selectos fuera de Polonia |
| Swiss Super League            | Suiza             | Derechos fuera de Suiza |
| Slovak Super Liga             | Eslovaquia        | Derechos fuera de Eslovaquia |
| Bundesliga de Austria         | Austria           | Derechos en mercados selectos fuera de Austria |
| Slovenian PrvaLiga            | Eslovenia         | Derechos en mercados selectos fuera de Eslovenia |
| Moldovan Super Liga           | Moldavia          | Derechos en mercados selectos fuera de Moldavia |
| Superliga de China            | China             | Derechos en mercados selectos fuera de China |
| K League 1                    | Corea del Sur     | Derechos en mercados selectos fuera de Corea del Sur |
| J1 League                     | Japón             | Derechos en mercados selectos fuera de Japón |
| Indian Super League           | India             | Derechos en mercados selectos fuera del subcontinente indio |
| Liga MX                       | México            | Derechos en mercados selectos fuera de México |
| Primera División de Argentina | Argentina         | Derechos PPV en mercados selectos fuera de Argentina |
| Campeonato Brasileiro Série A | Brasil            | Derechos PPV en mercados selectos fuera de Brasil |
| Copa do Brasil                | Brasil            | Derechos fuera de Brasil |
| UEFA Champions League         | Europa            | Algunos partidos de la ronda preliminar y de clasificación en la aplicación y no en el sitio web de OneFootball en el Reino Unido Partidos de clasificación seleccionados fuera de Europa. |
| UEFA Europa League            | Europa            | Algunos partidos de la ronda preliminar y de clasificación en la aplicación y no en el sitio web de OneFootball en el Reino Unido Partidos de clasificación seleccionados fuera de Europa. |
| UEFA Europa Conference League | Europa            | Algunos partidos de la ronda preliminar y de clasificación en la aplicación y no en el sitio web de OneFootball en el Reino Unido Partidos de clasificación seleccionados fuera de Europa. |
| CONMEBOL Libertadores         | Sudamérica        | Resúmenes en Latinoamérica |
| CONMEBOL Sudamericana         | Sudamérica        | Resúmenes en Latinoamérica |
| CONMEBOL Recopa               | Sudamérica        | Resúmenes en Latinoamérica |
| Serie A                       | Italia            | En vivo y resúmenes en la aplicación y no en el sitio web de OneFootball en el Reino Unido                                                                                                 |